# (100413) 1996 AF18
(100413) 1996 AF18 es un asteroide perteneciente al cinturón de asteroides, descubierto el 13 de enero de 1996 por el equipo del Spacewatch desde el Observatorio Nacional de Kitt Peak, Arizona, Estados Unidos.

## Designación y nombre
Designado provisionalmente como 1996 AF18.

## Características orbitales
1996 AF18 está situado a una distancia media del Sol de 2,662 ua, pudiendo alejarse hasta 3,182 ua y acercarse hasta 2,142 ua. Su excentricidad es 0,195 y la inclinación orbital 2,031 grados. Emplea 1586 días en completar una órbita alrededor del Sol.

## Características físicas
La magnitud absoluta de 1996 AF18 es 16. Tiene 3,741 km de diámetro y su albedo se estima en 0,066.